# Forever Pop
Forever Pop – kompilacyjno-remiksowy album zespołu Alphaville wydany w 2001 roku.

## Lista utworów
1. „Forever Young” (F.A.F. mix (wersja albumowa)) – 4:58
2. „Dance with Me” (Paul van Dyk mix) – 3:54
3. „Big in Japan” (Roland Spremberg mix) – 3:42
4. „Romeos” (Rewarped mix) – 4:34
5. „Summer Rain” (De-Phazz mix) – 4:21
6. „Jerusalem” (Georg Kaleve mix) – 4:39
7. „Summer in Berlin” (Cristian Fleps mix) – 3:45
8. „Sounds Like a Melody” (Staggman mix) – 7:52
9. „Lassie Come Home” (@home mix) – 4:54
10. „Jet Set” (Saunaclub mix) – 4:55
11. „A Victory of Love” (JAB mix) – 4:30
12. „Red Rose” (Mark Plati mix) – 5:40
13. „Big in Japan” (Eiffel 65 mix) – 5:00
  - „Jerusalem” (ukryty utwór)